# Gamál Násir
Gamál Abd an-Násir (15. ledna 1918 Alexandrie – 28. září 1970 Káhira) byl egyptský voják a státník, prezident Egypta od roku 1956 až do své smrti.
V roce 1952 stál Násir v čele vojenského převratu. Při něm byl svržen dosavadní egyptský král Farúk I., a poté byla nastolena republika. Od roku 1953 byl Násir vrchním velitelem ozbrojených sil. V roce 1954 se stal předsedou vlády, v roce 1956 prezidentem.
Násir se proslavil hlavně svojí spoluprací se zeměmi Východního bloku, a také výstavbou Asuánské přehrady, kterou vybudoval s pomocí Sovětského svazu. Rovněž se angažoval i v několika válkách s Izraelem, včetně konfliktu, známého jako Suezská krize. V dnešní době je považován za otce arabského nacionalismu.

## Násirovo mládí

### Dětství

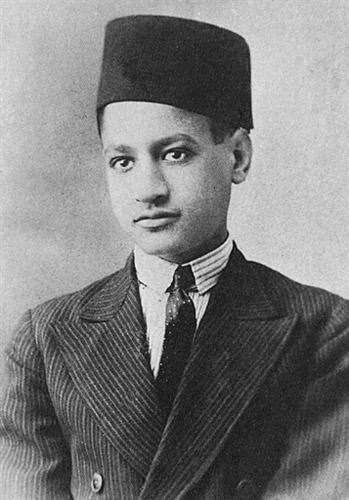
Násir jako dítě

Gamal Abd an-Násir (arabsky جمال عبد الناصر ‎) výslovnost [gämääl äbd en-náser] se narodil 15. ledna 1918 v Alexandrii jako nejstarší ze tří synů. Jeho otec Abd el-Násir Hussein byl poštovní úředník v Beni Mur, jeho matka Fahima Hamadová zemřela v roce 1926. Po matčině smrti Násir bydlel u svého strýce v Káhiře, kde chodil do školy. V jedenácti letech odjel do Alexandrie. Zde studoval na středních školách Ras-al-Tin, Nahaseen a al-Nahda.
Během studia se zúčastnil demonstrace, v jejímž průběhu byl zraněn a na dva dny zatčen. Politika se postupně stala v jeho životě dominantní. V letech 1935–1936 byl předsedou výboru studentů středních škol v Káhiře, který se zabýval politickými reformami.
V březnu roku 1937 byl přijat na Egyptskou vojenskou akademii. Po jejím absolvování v roce 1939 dobrovolně narukoval do Súdánu.

### Druhá světová válka
Do Súdánu se dostal těsně před vypuknutím druhé světové války. Během ní spolupracoval s italskými a německými vojáky. Spolu začali plánovat převrat, při kterém by vyhnali britské vojsko z Egypta. Tento převrat se nikdy neuskutečnil.
Už během války kolem sebe začal utvářet skupinu mladých vojáků se silným národním a prorevolučním cítěním.

## Převrat
Po válce získal Násir místo instruktora v Královské vojenské akademii v Káhiře. Zde za pomoci ostatních důstojníků a nově rekrutovaných vojáků vytvořili Hnutí svobodných důstojníků.
23. července 1952 vypukla revoluce. Svobodní důstojníci obsadili vládní budovy, sídlo rádia, policejní stanice a vojenská velitelství v Káhiře. Generál Muhammad Nadžíb byl dosazen na post prezidenta. Předsedou vlády se stal Ali Maher. Král Faruk uprchl se svou rodinou do Itálie.
Hnutí svobodných důstojníků vytvořilo Egyptskou revoluční radu pro velení, která získala ve státě moc. Předsedou této rady se stal Nadžíb, post místopředsedy získal Násir.
7. září 1952 byl sesazen z funkce premiéra Ali Maher, kvůli tomu, že nepodporoval zemědělskou reformu prosazovanou revoluční radou. Jeho pravomoce převzal prezident Nadžíb.

## Cesta kmoci
V červnu 1953 se Nadžíb oficiálně prohlásil za prezidenta republiky Egypt. Po vzniku republiky začaly spory mezi Nadžíbem a Násirem, které vyvrcholily 23. února 1954, kdy Nadžíb složil funkce prezidenta i premiéra. Po Nadžíbově rezignaci revoluční rada dosadila na křeslo ministerského předsedy Násira, prezident zvolen nebyl. Nadžíb dostal od rady domácí vězení, které mu mělo zabránit ve znovuzískání moci. Občané Egypta se ale začali bouřit a požadovali Nadžíbův návrat. Následkem těchto demonstrací se uvnitř revoluční rady utvořila skupina, která požádala Násira, aby vyhlásil svobodné volby, ve kterých bude zvolen prezident i předseda vlády. Násir volby povolil, Nadžíb byl zvolen prezidentem. Později byl Násir donucen vzdát se postu premiéra ve prospěch Nadžíba. Za pomoci malé skupinky lidí z armády se mu však během osmi měsíců podařilo získat moc zpět a v říjnu 1954 se sám prohlásil za vůdce Egypta.
26. října 1954 na něj byl spáchán neúspěšný pokus o atentát, ze kterého bylo obviněno Muslimské bratrstvo. Tento atentát byl použit jako záminka pro odstranění Nadžíba, který byl Bratrstvem podporován. Později se objevila tvrzení, že celá událost byla vykonstruována Násirovými stoupenci.
16. ledna 1956 byl Gamal Abd an-Násir zvolen[kým?] egyptským prezidentem. Ve volbách získal 99,9 % hlasů.

## Vnější politika

### Hnutí nezúčastněných zemí
V roce 1955 se spolu s Josipem Titem, Džavaharlélem Néhrúem a Sukarnem stal zakladatelem Hnutí nezúčastněných zemí.

### Suezský kanál

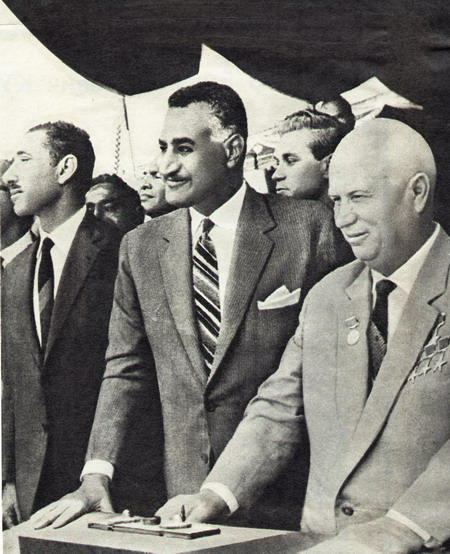
Násir a Nikita Chruščov

V roce 1954 Násir podepsal dohodu s Velkou Británií, která zaručovala odvolání britského uniformovaného vojenského personálu z území Suezského průplavu. Díky této dohodě získal Egypt plnou nezávislost od Británie a tím skončilo i napětí, které mezi oběma státy panovalo. Krátce po podepsání smlouvy poskytla Velká Británie spolu s USA Egyptu finanční pomoc v podobě 40 milionů dolarů. O rok později přislíbily USA ještě 56 milionů dolarů na výstavbu Asuánské přehrady, kterou Násir plánoval již od začátku revoluce. Dalších 200 milionů dolarů měl získat od Světové banky.
V září 1955 Násir podepsal s Československem smlouvu o obchodu se zbraněmi, což vedlo k tomu, že USA a Velká Británie stáhly svou finanční pomoc a tím chtěli Násir donutit, aby přestal obchodovat s Východním blokem (viz Projekt OMEGA). Násir neuposlechl a aby získal peníze jinde (z plavebních poplatků) počátkem roku 1956 zahájil blokádu přístavu Ejlát a později, 26. července 1956, znárodnil Suezský průplav. Do té doby patřil průplav Společnosti Suezského průplavu, jejíž akcie vlastnili především britští a francouzští investoři.
Sovětský svaz se rozhodl poskytnout Egyptu pomoc při stavbě přehrady a utužit tím vztah mezi Egyptem a SSSR. Touto cestou Egypt získal asi třetinu peněz potřebných k výstavbě přehrady a dále téměř 400 techniků, kteří se stavbou pomáhali.
Znárodnění průplavu se nelíbilo britskému a francouzskému premiérovi. Navrhli vojenskou intervenci, která by Násira zbavila moci. Američtí spojenci je ale varovali, že tato akce by mohla situaci jen zhoršit. 23. října 1956 se Francie a Británie tajně dohodla s Izraelem na útoku na Egypt. 29. října Izrael zaútočil a začal postupovat do egyptského vnitrozemí. Británie s Francií dala oběma stranám ultimátum k ukončení konfliktu. Násir ho odmítl, což vedlo k tomu, že Britové a Francouzi 31. října začali bombardovat egyptská letiště a obsadili Port Said a Port Fuád. Po této akci OSN na popud USA přijala rezoluci, která vyzývala všechny zúčastněné k ukončení bojů a vyklizení obsazených území. Násir se rozhodl rezoluci podřídit, o den později tak učinil i Izrael. Francie a Velká Británie ale odmítala vyklidit Port Said. Pád libry a negativní reakce ze strany USA přiměly Brity podřídit se rezoluci, což druhý den učinili i Francouzi. Po tomto konfliktu se značně zvýšila Násirova popularita.
Stavba Asuánské přehrady byla dokončena v roce 1970 a nese název Násirovo jezero.

### Vztah se Sovětským svazem
Suezská krize výrazně vylepšila vztah mezi SSSR a Egyptem. Toto přátelství vedlo k tomu, že Násir postupně začal transformovat egyptskou ekonomiku na socialistický systém. Nejvíce si proti sobě poštval západ, když uznal Čínskou lidovou republiku. V roce 1964 získal Gamal Násir titul Hrdina Sovětského svazu a Leninův řád. Tato ocenění mu předal Nikita Chruščov, který přijel do Egypta na oficiální návštěvu.
Mnoho historiků se shoduje, že Egypt nikdy ve skutečnosti socialismu nedosáhl. Násir komunismus odmítal a během své vlády věznil mnoho egyptských komunistů.

### Sjednocená arabská republika
Gamal Abd an-Násir byl přední představitel panarabského smýšlení. Jeho představa byla utvořit jednotný arabský stát, který by zabíral plochu od Atlantského oceánu až po Perský záliv. Odtud pochází pojem násirismus. První krok k vytvoření tohoto státu byl učiněn 22. února 1958, kdy byla vytvořena Sjednocená arabská republika. Členskými státy byl Egypt a Sýrie. Prezidentem nově vzniklého státu byl zvolen Gamal Abd an-Násir. V roce 1961 Sýrie z federace vystoupila. Egypt si ponechal jméno Sjednocená arabská republika až do roku 1971.

### Šestidenní válka
V roce 1967 Násir vyzval arabské státy, aby zaútočily na Izrael. Izrael na to zareagoval, 5. června zahájil preventivní letecký útok proti Egyptu, při kterém vybombardoval všechna egyptská letiště a poté obsadil Sinaj. Násir na porážku reagoval podáním demise, ale po velkých protestech nejen na území Egypta, ale i v ostatních arabských státech ji stáhnul.

## Rodina
Násir byl ženatý s Tahiou Kazem. Měli spolu 5 dětí (3 syny a 2 dcery): Khalida, Abdela Hakeema, Abdela Hameeda, Hodu a Monu. Manželem Mony se stal egyptský podnikatel Ašraf Marván, který pracoval jako špion pro izraelskou tajnou službu Mosad.

## Smrt a pohřeb
Gamál Abd abn-Násir zemřel 28. září 1970 na infarkt, v závěru schůzky vůdců arabských států. Trpěl hemochromatózou. Pohřeb se konal 1. října a přišlo se na něj s prezidentem rozloučit asi 5 milionů lidí.

## Vyznamenání
- Hrdina Sovětského svazu – Sovětský svaz, 13. května 1964
- Leninův řád – Sovětský svaz, 13. května 1964
- Řád říšské koruny – Malajsie, 1965[2]
- velkostuha Řádu republiky – Tunisko, 1965
- Řád Bílého lva I. třídy s řetězem, civilní skupina – Československo, 8. listopadu 1966[3]
- Řád společníků O. R. Tamba ve zlatě – Jihoafrická republika, 29. prosince 2004 – za jeho mimořádný přínos k boji proti kolonialismu a za lepší a mírovou Afriku a svět[4]
- velkokříž Řádu bílé růže – Finsko
- velkohvězda Řádu jugoslávské hvězdy – Jugoslávie